# Вознесенський археологічний комплекс
Вознесенський археологічний комплекс — наземна кам'яна споруда зі скарбом кінця VII-початку VIII ст., також відомим як «вознесенський скарб» або «кічкаський скарб».
Комплекс відкритий у 1930 році біля села Вознесенка (зараз знаходиться в межах міста Запоріжжя), у межах історико-археологічної експедиції із дослідження території Дніпробуду під керівництвом В. А. Грінченка.
Розкопки проводились на промисловому майданчику «А», місці будівництва майбутнього металургійного комплексу. Місце, де був знайдений комплекс, відповідає сучасній промисловій зоні на ділянці між комбінатом «Запоріжсталь та Запорізьким заводом зварювальних флюсів та скловиробів.
На території могильника було знайдено замкнутий вал, який складався з каміння, наваленого без будь-яких ознак кладки, укупі з землею. Знайдена в результаті розкопок кам'яна споруда мала форму прямокутника (довжина — 62 м, ширина — 51 м) із однією закругленою меншою стороною.
У східній частині майданчика було знайдено огороджене кам'яне коло діаметром 6 м, а в двох ямах біля нього було знайдено близько 1600 артефактів VII століття. Поряд з предметами було відкрито одинадцять поховань більш раннього походження.

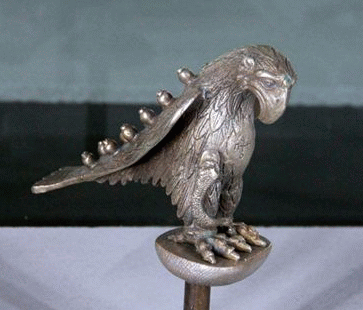
Срібний орел, знайдений під час розкопок (сучасна копія).

Загальна вага знайдених золотих предметів становить 1,2 кг. Серед них піхви  (3 штуки), прикрашені золотом, безліч частин кінської збруї, срібні фігури орла і лева (які розглядаються як навершя візантійських бойових прапорів), чотири залізних меча, інкрустовані золотом. Також знайдені кістки тварин, в основному кінські.
У східній частині об'єкта виявлено майданчик менших розмірів — 3,5 х 2,5 м, ґрунт якого на глибину до 35 см має сліди вогню. Деяка схожість знайдених предметів дає підставу включити його до групи Перещепинських пам'ятників.
Спочатку пам'ятник пов'язували з погребальним ритуалом слов'ян, пізніше хазар і булгар. Існують версії, що поховання належить болгарському хану Аспаруху (VII ст.), слов'янському князю Святославу Ігоровичу (X ст.). Призначення комплексу не з'ясовано, оскільки гіпотеза поховального пам'ятника археологічними даними не підтверджена — відсутні людські кістки та свідоцтва трупоспалення.
Знахідки археологічної пам'ятки зберігаються у музеях Харкова, Дніпра. Срібний орел у 1983 році був повернений з Харкова в Запорізький обласний краєзнавчий музей завдяки наполегливості директора музею Г. І. Шаповалова.